# Хилдебранд Кристоф фон Харденберг
Хилдебранд Кристоф фон Харденберг (на немски: Hildebrand Christoph von Hardenberg; * 14 март 1621 в Харденберг; † 2 март 1682 в дворец Харденберг) е благородник от род Харденберг в Долна Саксония.
Той е големият син (четвъртото дете от 11 деца) на Ханс Кристоф фон Харденберг (1581 – 1645) и втората му съпруга Магдалена Агнес фон Маренхолц († 1648), вдовица на Йост Филип фон Харденберг († 1607). Внук е на Фридрих фон Харденберг († 1609) и Катарина фон Боденхаузен († 1608). Правнук е на Кристоф фон Харденберг († 1571) и Анна фон Манделслох († 1580).
Братята му са близнакът Фридрих Аше фон Харденберг (1621 – 1675), Ханс Курт фон Харденберг (1622 – 1684) и Кристиан Улрих фон Харденберг (1628 – 1692).

## Фамилия
Хилдебранд Кристоф фон Харденберг се жени за Сабина Маргарета фон Винкел († 1659). Бракът е бездетен.
Хилдебранд Кристоф фон Харденберг се жени втори път на 13 ноември 1661 г. в Охрум за Магдалена Кристина Кай фон Зеещет (* 3 март 1631, Копенхаген; † 24 май 1688, дворец Харденберг, Хановер), дъщеря на Кай фон Зеещет и Анна фон Алефелт (1592 – 1645). Те имат девет деца:
- София Доротее фон Харденберг (* 17 август 1662, Целе), омъжена за Томас Гроте († 12 декември 1736)
- Кристиан Лудвиг фон Харденберг (* 12 октомври 1662, Харденберг, Хановер; † 6 декември 1736, Харденберг), фрайхер, комисар в Хановер, женен на 4 януари 1694 г. в Херцберг, Хесен-Насау за фрайин Катарина Сибила фон Дьорнберг (* 4 май 1669, Херцберг, Хесен-Насау; † 18 юни 1767, Хановер), дъщеря на фрайхер Лудвиг фон Дьорнберг († 1696) и Сибила фон Вангенхайм († 1742) и има един син и една дъщеря:
  - Кристиан Лудвиг фон Харденберг (* 3 ноември 1700, Нортен, Хановер; † 26 ноември 1781, Хановер), женен на 20 август 1749 г. в Есенроде, Хановер за Анна София Еренгарта фон Бюлов (* 18 януари 1731, Есенроде, Хановер; † 1 септември 1809, Байройт)
  - Магдалена Кристина фон Харденберг (* 6 октомври 1701; † 22 април 1790, Хановер), омъжена на 	29 септември 1729 г. във Ваке за Август Вилхелм фон Вангенхайм (* 8 януари 1697, Хановер; † 25 ноември 1764, Хановер)
- Августа фон Харденберг (* 15 януари 1665, Волфенбютел; † 1709), омъжена за Кристиан Улрих фон Харденберг (* 1663; † 15 април 1732), син на чичо ѝ Кристиан Улрих фон Харденберг (1628 – 1692)
- Георг Антон фон Харденберг (* 3 юли 1666, Волфенбютел; † 29 май 1721, Мьокриц), фрайхер, женен за Анна Доротея цу Елтц († 22 юни 1724); има 6 деца:
  - Филип Адам фон Харденберг (* 19 септември 1695, Магдебург; † 20 май 1760, Магдебург), домхер в Магдебург, 1728 г. наследява дворец Ретмар при Хановер от чичо си хановерския министър Филип Адам цу Елтц (1665 – 1727), по-малък брат на майка му
  - Фридрих Август фон Харденберг (* 30 октомври 1700 в дворец Обервидерщет в Арнщайн; † 15 септември 1768 в Хановер), министър в Хесен и Хановер, женен на 28 март 1728 г. за Мария Анна Елизабета фон Геминген (1700 – 1767)
- Йохан Кристоф фон Харденберг
- Хилдебранд Кристоф фон Харденберг (* 1 юли 1668, дворец Харденберг; † 4 април 1737)
- Мария Магдалена фон Харденберг (* 4 септември 1671, дворец Харденберг), омъжена за Хенинг Улрих фон Лютцов
- Хедвиг Елеонора фон Харденберг (* 30 януари 1673, дворец Харденберг; † 14 февруари 1751)
- Фридрих Дитрих фон Харденберг (* 4 септември 1674, Бюле; † 10 март 1739, Хановер), женен I. за Фридерика Катарина фон Ханщайн († 23 юли 1722), II. на 29 май 1724 г. в Хановер за Магдалена Луция Гроте (* 8 декември 1686, Шнег; † 30 март 1757, Хановер), дъщеря на Гебхард Еберхард Гроте (1646 – 1701) и София Юлиана фон Бюлов (1659 – 1720) и има един син:
  - Ханс Ернст фон Харденберг (* 30 януари 1729 в Мариеншайн, Ньортен-Харденберг; † 14 октомври 1797 в Харденберг), от 1778 г. имперски граф на Харденберг, женен на 31 януари 1752 г. в Хановер за Анна Елеонора Катарина фон Вангенхайм (* 19 ноември 1731, Хановер; † 11 март 1786, Хановер)